# Kenny Jönsson
Kenny Per Anders Jönsson (Ängelholm, 6 ottobre 1974) è un ex hockeista su ghiaccio svedese.

## Palmarès

### Olimpiadi
- Oro a Lillehammer 1994.
- Oro a Torino 2006.

### Mondiali
- Oro a Lettonia 2006.
- Argento a Repubblica Ceca 2004.
- Bronzo a Italia 1994.
- Bronzo a Svizzera 2009.